# Lebensfreude

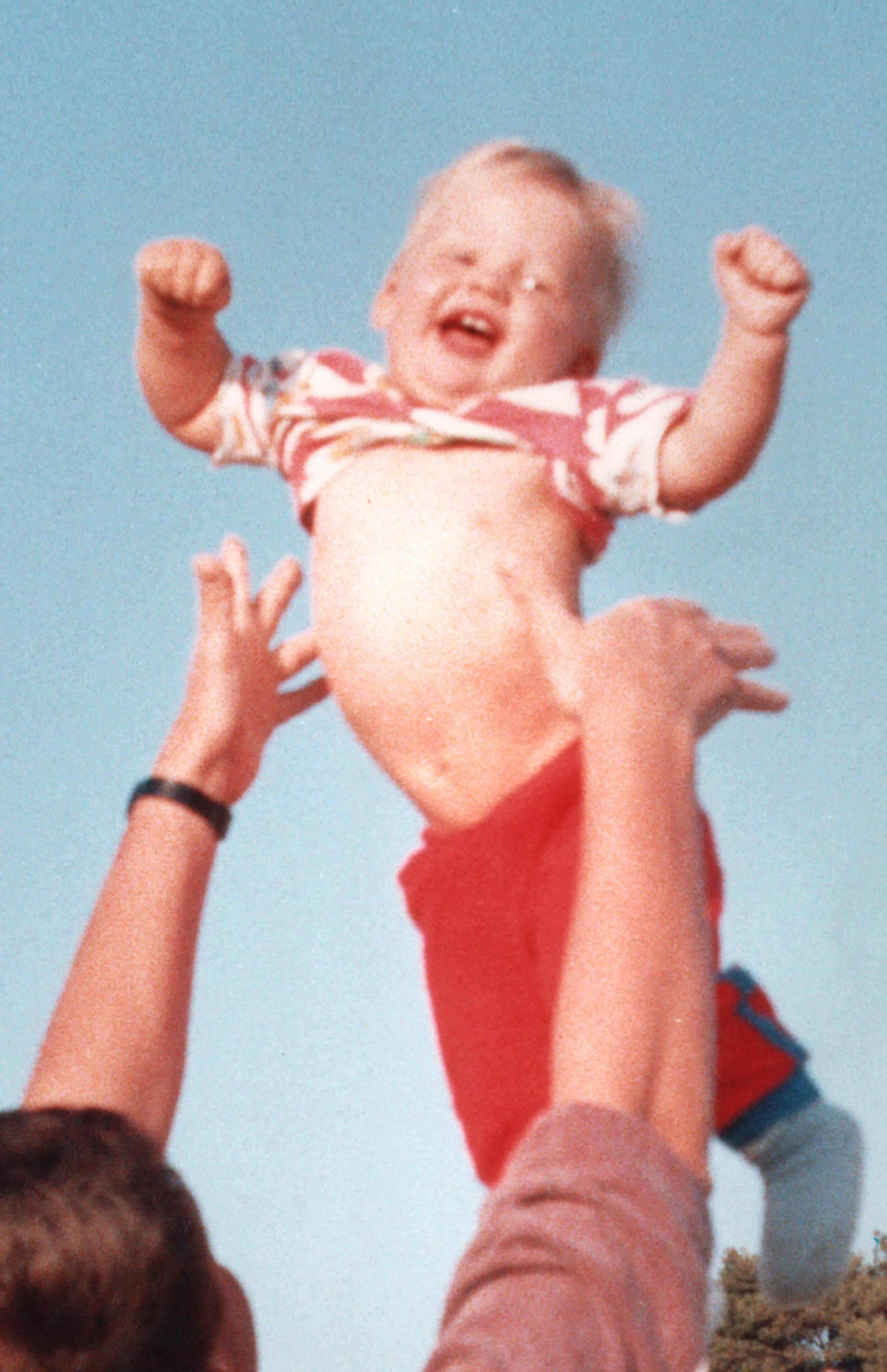
Pure Lebensfreude eines Kindes

Lebensfreude ist das subjektive Empfinden der Freude am eigenen Leben. In der Literatur findet sich der Begriff oftmals kombiniert mit weiteren erstrebenswerten positiven Attributen wie Selbstbewusstsein, Vitalität, Optimismus, Kreativität und Glücklichsein. Lebensfreude wird als das Gegenteil von Anhedonie und Depression beschrieben oder als das, was der Mensch anstrebt, will er eigene Depressionen überwinden.

## Lebensfreude nach Epikur
Der griechische Philosoph Epikur (* um 341 v. Chr. auf Samos; † um 270 v. Chr. in Athen) beschrieb die Lebensfreude in seiner Betrachtung zum Lust-Unlust-Prinzip. Dabei müssen nach seiner Auffassung Furcht, Schmerz und Begierde überwunden werden, um zur Lebensfreude zu gelangen. Er sieht in der Unabhängigkeit von Äußerem ein großes Gut, nicht, um sich in jeder Lage mit dem Wenigen zu bescheiden, sondern damit auszukommen, wenn das Meiste nicht verfügbar ist. So wie Wasser und Brot die höchste Lust bereiten kann, wenn man sie zu sich nimmt, wenn man Hunger hat. Um Lebensfreude zu ermöglichen, müssen nach Epikur die Grundbedürfnisse nach Essen, Trinken und Kälteschutz gewährleistet sein, alles andere bezeichnet er als Luxusbedürfnisse, auf die man im Zweifel verzichten könne. Luxusbedürfnisse (im Sinne von Bedürfniserzeugung durch Bedarfsweckungswirtschaft) begründen sich auf „leerer Meinung“ und können schädliche Abhängigkeiten zur Folge haben.

## Lebensfreude und Wirtschaft
Der Beziehung zwischen der Freude am Leben und Konsum widmete sich insbesondere der Wirtschaftswissenschaftler Tibor de Scitovsky. Im Jahr 1976 verband er die Entwicklung eines steigenden Konsums ohne eine entsprechend zunehmende Zufriedenheit der Menschen in Wohlstandsgesellschaften mit dem Begriff joyless economy (freudlose Wirtschaft). Scitovsky versuchte, den Begriff der „Qualität“ des Lebens zu klären, und nahm dabei Bezug insbesondere zu der Kunst als einem Beispiel für Ziele, die den Menschen erfüllen. In seinem Buch The Joyless Economy kritisierte er die modernen Werte und die moderne Wirtschaft. Er riet, Geld in „Vergnügungen“ zu investieren, die nicht vergänglich sind oder bleibende Erinnerungen generieren, z. B. in gemeinsame Unternehmungen mit Familie und Freunden. Kein Geld sollte für vergänglichen „Komfort“ verschwendet werden. Der Mensch verliert schnell die Freude an Gegenständen, die er wegen ihrer Neuheit und Unverbrauchtheit beschafft hat, wobei oft schon nach dem Kaufakt bereut wird, der Verführung des Kauferlebnisses gefolgt zu sein.